# Edizione Holding
Edizione Holding S.p.A. est la holding financière de la famille Benetton créée en 1981 et cotée à la Bourse de Milan depuis 1986.

## Histoire
Après la restructuration du groupe intervenue au cours du second semestre 2007, Edizione Holding était l'une des deux holdings contrôlées par la famille Benetton à travers la société en commandite par actions Ragione di Gilberto Benetton & C S.A.P.A..
Depuis le 1er janvier 2009, Edizione Holding SpA et Sintonia SpA ont été incorporées dans Ragione S.A.P.A., qui s'est transformée en Edizione Srl.
Les quatre branches de la famille Benetton sont propriétaires de la holding à parts égales (25 %), utilisant les coffres-forts suivants : Evoluzione, Proposta, Regia et Ricerca qui sont les actionnaires d'Edizione.
Après le décès de deux des frères, Carlo et Gilberto, en 2018, s'est posé le problème de la désignation du représentant du groupe familial, sachant que le groupe comprenait 14 membres de la deuxième génération des Benetton. En juin 2019, l'assemblée a nommé Gianni Mion Président, dans le groupe depuis 1986 et l'ancien PDG Marco Patuano quitte ses fonctions (également celles exercées dans Autogrill et Atlantia).
Le Conseil d'Administration est composé de : Leonardo Benetton, Président, lauréat du Prix du concours européen « Meilleur entrepreneur 2019 », Christian Benetton, Franca Bertagnin Benetton, Sabrina Benetton, Carlo Bertazzo, Fabio Cerchiai et Giovanni Costa.
En novembre 2020 Gianni Mion, impliqué dans le cadre de l'enquête sur l'effondrement de la travée du viaduc Morandi de Gênes en août 2018 a été démis de ses fonctions et Enrico Laghi, ancien commissaire des aciéries Ilva et d'Alitalia, a été nommé à sa place pour diriger les difficiles négociations finales avec la CDP - Cassa Depositi e Prestiti (équivalent de la Caisse des Dépôts et Consignations française) sur la cession de la société Autostrade per l'Italia.
Le 31 mai 2021, l'assemblée générale d'Atlantia a validé, à 88,06 %, la vente d'Autostrade per l'Italia à un consortium dirigé par le groupe public italien Cassa Depositi e Prestiti  pour un montant de 9,1 milliards €uros
En janvier 2022, Alessandro Benetton devient président d'Edizione qui se transforme en société par actions.
En 2023, alors que le groupe de mode Benetton essuie une perte de 230 millions d'euros, la holding familiale Edizione annonce vouloir soutenir « le plan de réorganisation et relance de Benetton Group en investissant 260 millions d'euros dans les prochaines années ». Edizione avait déjà investi 350 millions au cours des trois années précédentes.

## Composition de la holding
La société est très diversifiée et s'articule en cinq secteurs opérationnels , :
- Schema Alfa - Infrastructures de transport - 48 % du chiffre d'affaires du groupe (6,29 Mds €uros en 2022) :
  - Mundys (57,0 %) concessions d'autoroutes (9 000 km et 5 aéroports dans le monde, 600 villes gérées avec système ITS,
    - Abertis (50,1 %) - SANEF (100 %)
    - Autostrade dell'Atlantico (100 %) - infrastructures autoroutières au Brésil et au Chili,
    - Aeroporti di Roma (99,39 %)
    - Azzura Aeroporti (62,45 %) - Aéroports de la Côte d'Azur Nice, Cannes & St Tropez (64,0 %),
    - Telepass (51,0 %)
    - Yunex Trafic GmbH (100 %)
    - Getlink (15,49 %)
- Schema Gamma - Infrastructures digitales - 14 % du CA (1,9 Mds €uros),
  - Cellnex Telecom (1er actionnaire avec 9,903 %) société espagnole, premier opérateur européen d'infrastructures de communications sans fil,
  - Grandi Stazioni SpA (40,0 %) gestion des services des gares
- Immobilier et agriculture - 13 % du CA (1,7 Mds €uros) : 
  - Edizione Proprety (100 %) société immobilière opérationnelle avec 97 immeubles 227 000 m2 dans 13 pays,
  - Maccarese (100 %) société agricole disposant de plus de 3 000 hectares et 3 800 têtes de bétail, rachetée en 1998, la plus importante propriété agricole d'Italie,
  - Compañia de Tierras Sud Argentino société agricole argentine achetée en 1991 disposant de plus de 940 000 hectares et 270 000 têtes de bétail (vaches et moutons),
  - Granadera Condor (100 %),
- Schema Delta - Finances - 11,5 % du CA (1,45 Mds €uros), participations :
  - 21 Invest SpA (59,0 %), holding de participations majoritaires à l'étranger, fondé en 1992,
  - Assicurazioni Generali (4,75 %), assurances,
  - Mediobanca (2,19 %), banque,
- Schema Beta - Restauration - 11 % du CA (1,37 Mds €uros),
  - Avolta (27,5 %), 5 500 établissements dans le monde, Autogrill numéro un mondial de la spécialité, avec une présence importante et majoritaire dans quasiment tous les pays européens et aux USA,
    - HMSHost (100 %)
- Textile - 2 % du CA (312 M €uros),
  - Benetton Group (100 %) 370 magasins dans 80 pays, avec les marques United Colors of Benetton, Sisley, Playlife et Killer Loop,
  - Olympias Group (100 %) 6 usines en Italie,
- Divers - 1 % du CA (55 M €uros) :
  - Verde Sport (100 %), centre sportif de 22 hectares à Trévise
  - SEP (26,0 %) édition de quotidiens.

En 1987, la famille Benetton crée la "Fondazione Benetton Studi e Ricerche" à Trévise.
En 2012, la Holding Edizione lance une OPA sur les actions de Benetton Group encore en circulation et retire Benetton de la Bourse de Milan
En 2014, le groupe Benetton, détenu à 100 % par Edizione holding est scindé en 3 entités distinctes :
- Benetton pour la commercialisation textiles et habillements,
- Olimpias pour la production de vêtements,
- Edizione Property pour le secteur immobilier.

En mai 2021, à la suite de l'écroulement d'une travée du viaduc Morandi en 2018, le groupe a cédé la société ASPI - Autostrade per l'Italia S.p.A., concessionnaire du premier réseau italien d'autoroutes, à la Cassa Depositi e Prestiti (équivalent de la Caisse des Dépôts et Consignations française) pour un montant de 9,1 milliards d'euro. La société redevenant ainsi publique après sa privatisation de
Le groupe lance une OPA sur les actions Atlantia S.p.A. encore en circulation en bourse. En avril 2023, la société Atlantia S.p.A, détenue à 100% par Edizione Holding, est renommée Mundys S.p.A..
En 2023, la société italienne Autogrill S.p.A. et la société suisse Dufry A.G. fusionnent pour donner naissance au groupe Avolta dont Edizione Holding détient 27,5 %.